# Nacional Potosí
Club Atlético Nacional Potosí – boliwijski klub piłkarski z siedzibą w mieście Potosí.

## Historia
Klub Nacional Potosí założony został 8 kwietnia 1942. Przez większość swego czasu grał w drugiej lidze boliwijskiej. Sytuacja uległa zmianie, gdy właścicielem klubu został Emilio Alave. Klub zaczął liczyć się w walce o awans do I ligi. W 2007 roku awans był bardzo bliski, jednak w barażach lepsza okazała się Club Aurora. W 2008 roku mistrzostwo II ligi oznaczało bezpośredni awans, dzięki któremu Nacional w 2009 roku zadebiutował w I lidze. W turnieju Apertura Nacional na 12 klubów zajął 8 miejsce. Dużo gorzej Nacional wypadł w turnieju Clausura, zajmując w grupie A ostatnie, 6 miejsce. Bilans całego sezonu wykazał, że Nacional uzyskał najgorszy dorobek i spadł z powrotem do II ligi.

## Osiągnięcia
- Mistrz drugiej ligi: 2008
- Wicemistrz drugiej ligi: 2007